# Inge Helten
Inge Helten (* 31. Dezember 1950 in Westum, heute Sinzig, in Rheinland-Pfalz) ist eine ehemalige deutsche Leichtathletin, die in den 1970er-Jahren zu den weltbesten 100-Meter-Läuferinnen gehörte, 1976 Weltrekord lief und kurz darauf bei den Olympischen Spielen in Montreal im gleichen Jahr Silber und Bronze gewann.

## Karriere
Inge Helten startete bis Ende 1973 für die DJK Andernach in der Nachbarschaft ihres Heimatortes und erzielte für diesen bereits als 20-Jährige Weltklassezeiten. Mit der Nationalstaffel errang sie im August 1971 in neuer Europarekordzeit von 43,3 s die Goldmedaille bei den Europameisterschaften in Helsinki vor dem Team der DDR. Im Finale traf sie dabei auf die spätere Olympiasiegerin Renate Stecher, die wie sie an Position zwei auf der Gegengeraden lief. Stecher hatte vier Tage zuvor den Titel im Einzelrennen gewonnen, wo Helten mit nur vier Hundertstel Rückstand ohne Medaille blieb und hinter ihren Staffelpartnerinnen Ingrid Mickler-Becker und Elfgard Schittenhelm in 11,55 s mit dem unliebsamen Platz vier vorliebnehmen musste.
Einen Monat später schrammte sie in Bonn mit handgestoppten 11,1 s sogar nur um eine Zehntelsekunde an der Egalisierung von Renate Stechers Weltrekord vorbei, was für die DJK bis heute Vereinsrekord blieb. Im Winter wechselte sie dann von Andernach zum größeren Spitzenverein OSC Dortmund.
Trotz ihrer Vorleistungen wurde sie im Olympiajahr 1972 nicht zur Teilnahme an den Spielen in München nominiert. Dort überließ Ingrid Mickler die Zielgerade Heide Rosendahl und lief statt Helten die Gegengerade.
Zwei Jahre später bei den Europameisterschaften 1974 in Rom stand sie wieder wie 1971 im Staffelteam, nachdem Mickler und Rosendahl ihre Karrieren beendet hatten, und besetzte wieder die Zielgerade, während Annegret Kroniger die Gegengerade übernahm. Trotz neuen bundesdeutschen Rekordes in 42,75 s unterlagen sie im Finale der DDR-Staffel, der in 42,51 s ein neuer Weltrekord gelang. Renate Stecher lief dabei anders als in München, wo sie Rosendahl unterlegen war, wie 1971 wieder auf der Gegengeraden, diesmal jedoch nicht gegen Helten. Im 100-Meter-Einzelrennen erreichte Helten das Finale nicht und schied in 11,65 s wie Teamkollegin Schittenhelm im zweiten Halbfinale aus.
1976 schließlich gelangen ihr mit der neuen Weltrekordzeit von 11,04 s im Juni sowie der olympischen Einzelmedaille im 100-Meter-Finale zwei krönende Höhepunkte ihrer Sportlerkarriere. Sie musste dabei nur Renate Stecher den Vortritt lassen und, wie so oft, Annegret Richter, der sie in wichtigen Rennen immer unterlag und die hier nicht nur die 100 Meter gewann, sondern auch noch im Halbfinale in 11,01 s Heltens erst jungen Weltrekord unterbot und zudem Silber über 200 Meter holte. Die Silbermedaille gewann am Schluss der Spiele aber auch noch Helten mit Richter gemeinsam, als sie in 42,59 s im Staffelfinale nur knapp der DDR unterlagen, der in 42,55 s neuer Olympiarekord gelang. Während Kroniger anders als 1974 auf Position vier ins Ziel lief, traf Helten wie 1971 wieder auf der Gegengeraden auf Stecher. Noch im selben Jahr beendete Inge Helten aufgrund körperlicher Beschwerden ihre Sportlerlaufbahn.
Für ihre sportlichen Leistungen wurde sie am 14. April 1972 mit dem Silbernen Lorbeerblatt ausgezeichnet.
In ihrer aktiven Zeit war sie 1,71 m groß und wog 58 kg.

## Erfolge
| Internationales Großturnier     | Wettkampfplatzierungen |
| ------------------------------- | --- |
| Europameisterschaften 1971      | - Platz vier im 100-Meter-Lauf in offiziell 11,6 s (el. 11,55 s) - Platz eins über 4-mal 100 Meter in offiziell 43,3 s (el. 43,28 s) mit Elfgard Schittenhelm, Annegret Irrgang 1 und Ingrid Mickler-Becker |
| Europameisterschaften 1974      | - Platz zwei über 4-mal 100 Meter in 42,75 s mit Elfgard Schittenhelm, Annegret Kroniger und Annegret Richter                                                                                               |
| Olympische Spiele 1976          | - Platz drei im 100-Meter-Lauf in 11,17 s - Platz fünf im 200-Meter-Lauf in 22,68 s - Platz zwei über 4-mal 100 Meter in 42,59 s mit Elvira Possekel, Annegret Richter und Annegret Kroniger                |
| 1 Annegret Richters Geburtsname | |

## Bestleistungen
| Disziplin                                                            | Bestleistung U21 | Datum und Ort                       | Bestleistung | Datum und Ort           |
| -------------------------------------------------------------------- | ---------------- | ----------------------------------- | ------------ | ----------------------- |
| 100 Meter                                                            | 11,1 s           | 11. September 1971, Bonn            | WR 11,04 s   | 13. Juni 1976, Fürth    |
| 200 Meter                                                            | 23,1 s           | 29. August 1971, Augsburg           | 22,68 s      | 28. Juli 1976, Montreal |
| Weitsprung                                                           | 6,08 m           | 6. September 1970, Höhr-Grenzhausen | ?            | ?                       |
| 4-mal-100-Meter-Staffel, national                                    | ER 43,28 s       | 15. August 1971, Helsinki           | 42,59 s      | 31. Juli 1976, Montreal |
| 4-mal-100-Meter-Staffel, Verein                                      | 45,6 s           | 11. Juli 1971, Stuttgart            | ?            | ?                       |
| Quellen: Ewige Bestenlisten LG Rhein-Wied bzw. Ewige Bestenliste DLV |                  |                                     |              |                         |